# 1341
1341 (MCCCXLI) je bilo navadno leto, ki se je po julijanskem koledarju začelo na ponedeljek.

## Dogodki

### Slovenija
- 16. april - Ludvik Bavarski povzdigne Friderika I. v Celjskega grofa.

### Stoletna vojna[1]
- 30. april - Smrt bretonskega vojvode Ivana III., ki je umrl brez naslednikov, postavi na preizkušnjo leto dni poprej sklenjen mir med angleško in francosko krono. Favorit angleškega kralja Edvarda III., ki se je hkrati dal razglasiti za francoskega kralja, je polbrat umrlega Ivana Montforškega. Pokojni si je za časa življenja na vsak način prizadeval razveljaviti očetovo drugo poroko in razglasiti svojega polbrata Ivana za pankrta, zadnje leto pa se je z njim pobotal. Druga, najbližja sorodstvena izbira je nečakinja umrlega Ivana, grofica Penthièvreja, ki je poročena z nečakom francoskega kralja Karlom Bloiškim. Večina bretonskega plemstva podpre Karla Bloiškega. ↓
- → Ivan Montforški z drzno akcijo osvoji prestolnico Bretanje Nantes, prav tako pa zapleni vojvodinsko zakladnico, ki se nahaja v osrednji Franciji v mestu Limoges.
- 2. junij - Kincardineshire, Škotska: škotski kralj David II. se iz izgnanstva v Franciji vrne domov in prevzame oblast. S strani Angležev mu ne preti nobena nevarnost, saj so zaposleni s Francozi. S tem se končajo upi škotskega protikralja Edwarda Balliola, da bi ga Škoti sploh priznali za kralja. 1346 ↔
- junij - Francoski kralj Filip VI. je obveščen, da Ivanu Montforškemu pomagajo angleški agenti, zato nemudoma prekliče sklenjeno premirje z Edvardom III.. Karla Bloiškega uradno potrdi za bretonskega vojvodo, zato Ivanu Montforškemu ne preostane drugega, kot da se neposredno obrne na Edvarda III.
- 14.-16. oktober - Bitka pri Champtoceauxu: v treh dneh se zvrsti več manjših, a krvavih spopadov med privrženci profrancoskega Karla Bloiškega in proangleškega Ivana Montforškega. Zmagovalca odloči francoska armada, ki tretji dan bojev prispe na pomoč Karlu Bloiškemu. Ivan Montforški uvidi, da nima proti premočnemu nasprotniku nobenih možnosti. Ker se na pomoč Angležev še ne more nadejati, z ostankom privržencev pobegne v Nantes, ki ga prično oblegati Francozi. ↓
- 2. november → Meščani Nantesa so zelo nezadovoljni z Ivanom Montforškim in njegovimi obljubami o skorajšnji angleški pomoči. Ko začno Francozi v mesto katapultirati odsekane glave ujetih meščanov, mu odrečejo podporo in ga izročijo Francozom. Le-ti ga zapro v utrdbo Louvre, Pariz. Do konca leta Francozi zasedejo večino vzhodne Bretanje. 1342 ↔

### Bizantinska državljanska vojna 1341-1347
- maj - Bizantinski cesar Andronik III. Paleolog se vmeša v ti. hezihastični spor, ki poteka med takratnima vodilnima bizantinskima intelektualcema, italijanskim pravoslavnim menihom Baarlamom iz Kalabrije in atoškim menihom Gregorijem Palamo. Cesar sicer podpre Baarlama, a konstantinopelski patriarh Ivan XIV. Kalek odloči drugače in ukaže uničiti vsa Baarlamova dela z obtožbami proti hezihazmu. Morebiten končni izid v korist Baarlama prehiti smrt cesarja. ↓
- 15. junij → V Konstantinoplu umre v starosti 44 let bizantinski cesar Andronik III. Paleolog, verjetno zaradi malarije. Na prestolu ga nasledi 9 letni sin Ivan V., ki pa je premlad, da bi vladal sam. Pravna zadrga glede takojšnjega imenovanja je, ker ga umrli oče za časa življenja ni razglasil za socesarja. V skladu z običajem, bi regentstvo morala prevzeti cesarica-vdova Ana Savojska. ↓
- 20. junij → Kancler umrlega cesarja Ivan Kantakuzen izvede državni udar in izsili, da mu kraljica-vdova Ana Savojska podeli regentstvo. 
  - Smrt cesarja Andronika III. izkoristijo vladarji sosednjih držav: srbski kralj Dušan Silni napade Makedonijo; turkmenski bej Manise (Magnezije) Saruhan pleni po obali Trakije; bolgarski car Ivan Aleksander kopiči vojsko na meji. Ivan Kantakunzen opravi z vsemi nevarnostmi na mejah in se pogodi za mir.
- avgust - V politično igro za regentstvo se vključita še patriarh Ivan XIV. Kalek, ki razkrije oporoko umrlega cesarja, s katero ravno njemu podeljuje odgovornost za skrb nad mladoletnim cesarjem, in sekretar državne uprave, nadvojvoda[2] Aleksej Apokavk, en najbogatejših v Bizantinskem cesarstvu. Slednjemu spodleti poskus ugrabitve mladoletnega cesarja.
- 28. september → Ko Ivan Kantakuzen ponovno zapusti Konstantinopel se v triumvirat združijo cesarica-vdova Ana Savojska, patriarh Ivan XIV. Kalek in nadvojvoda Aleksej Apokavk ter se razglasijo za regente cesarja Ivana V. Paleologa.  Regentski triumvirat pozapre družino in privržence Kantakuzenovih, ki jim ne uspe predčasno pobegniti, njega pa razglasijo za državnega sovražnika.
- 26. oktober - Adrianopel: vojska in privrženci razglasijo za cesarja Ivana Kantakuzena, ki ga podpirajo zlasti podeželski veleposestniki, medtem ko meščanstvo in mesta podpirajo regentski triumvirat. Novega (so)cesarja in vse njegove privržence izobči patriarh Ivan XIV. Kalek., ki jih obtoži še herezije. Regentski triumvirat ima več uspeha s propagando, zato začno privrženci Ivana Kantakuzena množično zapuščati. 1342 ↔

### Ostalo
- 8. april[3] - Kapitolski grič, Rim: rimska plemiča-senatorja Giordano Orsini in Orso dell'Anguillara razglasita Petrarko po antičnem zgledu za pesnika lavreata. Ker je seveda antični obred izgubljen v času, je podelitev lovorike najboljši približek takratnim podelitvam doktorata.
- 7. junij - Po smrti egiptovskega mameluškega sultana An-Nasirja Muhamada sledi obdobje politične nestabilnosti, ko politične klike za nekaj časa proglasijo izbranega od njegovih sinov za egiptovskega sultana. V letih do 1361 se jih tako zvrsti osem marionetnih sultanov, bratov, preden jih zamenjajo (isto nesrečni) sultanovi vnuki.
- 30. junij - Družinske zdrahe Velikih Komnenov, Trapezuntsko cesarstvo: trapezuntska cesarica-vdova Irena Paleologina se po izbiri očeta, bizantinskega cesarja Andronika III. Paleologa namerava poročiti z izgnanim Mihaelom, sinom trapezuntskega cesarja Ivana II. (1262-1297). Domače trapezuntsko plemstvo ima načrtovano poroko za nedopustno vmešavanje Bizanca v notranje zadeve, saj bi Mihael s poroko postal probizantinski marionetni cesar. Nekaj ur po tem, ko Mihaela razglasijo za cesarja, ga uporno plemstvo aretira, cesarico vdovo Ireno Paleologino pa izžene nazaj v Konstantinopel. Za novo, marionetno cesarico razglasijo hčerko Alekseja II. (1282–1330) Ano Anahutlo. 1342 ↔
- 28. avgust - Zapoznela epizoda križarskih vojn: kralj Kilikijske Armenije Leon IV. umre brez potomcev. Armensko plemstvo za novega kralja izvoli ciprskega princa Gvida Lusignanskega, ki je po materini strani sicer Armenec, pa vendar vzgojen kot katolik. Armensko plemstvo večinoma sprejme katolištvo in se evropeizira, vendar se ljudstvo z duhovščino temu paktiranju silovito upre. Gvido Lusignanski najde glavne zaveznike v viteškem redu hospitalcev. 1344 ↔
- 15. september - Neapeljsko-anžujska gusarska flota opleni sicilsko mesto Milazzo.
- 1. november - Grofica Tirolske iz hiše Goriških grofov Margareta Majnhardiner s pomočjo lokalnega plemstva izžene svojega soproga Ivana Henrika Luksemburškega ter zahteva razveljavitev zakona na vprašljivi okoliščini, da zakon nikoli ni bil konzumiran. Politično jo zaščiti rimsko-nemški cesar Ludvik IV. Wittelsbaški. Civilna poroka in papežev odziv  → 1342.
- december - Umre litvanski veliki knez in eden zadnjih poganskih vladarjev v Evropi Gediminas, ki je Veliko litovsko kneževino povzdignil ustrezno njenemu imenu. Po oporoki umrlega vladarja ga nasledi dosti manj sposoben drugi sin Jaunutis, ki se za nasledstvo spopade s svojima bratoma, starejšim Algirdasom in mlajšim Kęstutisom. Algirdas si zagotovi oblast v obmejnih ruskih kneževinah.

- Poljski kralj Kazimir III. dokonča obzidje okoli mesta Lubin.
- Markizat Saluzzo, S Italija: odstavljeni markiz Saluzza Manfred V. (1330-32) zavzame sedež omenjene marke in zapre legitimnega vladarja, nečaka, markiza Tomaža II. 1342 ↔
- Rekonkvista: po zmagi pri reki Salado preidejo Kastiljci in Portugalci v polno ofenzivo proti maroškim Marinidom, ki so stisnjeni zgolj še v pristaniško mesto Algeciras. Marinidskega sultana Abu al-Hasana po bolečem porazu zaposlijo nemiri na vzhodni meji v Afriki (Ifrikija), kjer se spopade s tunizijskimi Hafsidi. 1342 ↔
- Umrlega vojvodo latinske otočne vojvodine Naksos Nikolaja I. Sanuda nasledi Giovanni I. 1344 ↔
- Umrlega velikega mojstra vitezov križnikov Teodorika iz Altenburga nasledi Ludolf König, 20. veliki mojster po seznamu, ki pa je dosti manj bojevit od predhodnika. Za časa njegovega vodenja (do 1345) kronisti ne zabeležijo nobene vojne s sosednjimi Poljaki ali Litvanci.
- Zlata horda: umrlega kana Uzbeka, pod katerim je Zlata horda dosegla vrh politične moči, nasledi sin Tinibek. Nasprotuje mu mlajši brat Džanibek. 1342 ↔
- Univerza v Oxfordu, Anglija: ustanovitev kolidža The Queen's College, ki je ustanovljen v čast angleške kraljice Filipe Hainautške.[4]
- Potovanja maroškega popotnika Ibn Batute: delhijski sultan Muhamad bin Tuglak po vztrajnem zavračanju prošnjenj Ibn Batute, ki je kot potujoči sodnik (kadi) želel nadaljevati s prekinjenim potovanjem, končno podeli službo ambasadorja na kitajskem dvoru. Potovanje vodi preko morja čez jug Indije. Že kmalu potem, ko je zapustil sultanat,  karavano, v kateri potuje, napadejo razbojniki, jo oropajo, njega pa še nevarno premlatijo. Po nekajdnevnem zaostanku dohiti karavano in skupaj z njo iz Gudžarata nadaljuje pot po morju do Kalkute, kjer nekaj časa ostane v gosteh pri lokalnem hindujskem vladarju. 1342 ↔
- Južna Indija: katastrofalna poplava uniči Muziris, eno največjih indijskih pristanišč še iz časov antike, ki je bilo več tisočletij vezni člen pomorske Svilne poti. Mesto si nikoli več ne opomore, zraste pa pomembnost ostalih pristanišč ob Malabarski obali.
- Zahodna Afrika: umrlega vladarja Malijskega cesarstva Maghana nasledi stric Sulejman.
- Kanarski otoki: ponovno večja odprava na Kanarske otoke pod vodstvom genovskega pomorščaka Nicolosa da Recca in sponzorstvom portugalskega kralja Alfonza IV.. Ekspedicija križari med otoki in jih kartografira pet mesecev. Poročilo o domorodnih Gvančih že zbudijo priložnost za zaslužek s trgovino s sužnji. 1344 ↔

## Rojstva
- 5. junij - Edmund iz Langleyja, angleški princ, 1. vojvoda Yorka, 1. grof Camebridgeja († 1402)
- 1. september - Friderik III. (IV.)[5], sicilski kralj, atenski vojvoda († 1377)
- 10. november - Henry Percy, angleški plemič, 1. grof Northumberland, kralj Mana, upornik († 1408)

Neznan datum
- Herman II., hessenški deželni grof († 1413)
- Ludvik Évreuški, navarski princ, vojvoda Drača († 1376)

## Smrti
- 2. marec - Marta Danska, švedska kraljica (* 1277)
- 30. april - Ivan III., bretonski vojvoda (* 1286)
- 7. junij - Al-Nasir Muhamad, 9. mameluški sultan Egipta (* 1285)
- 15. junij - Andronik III. Paleolog, bizantinski cesar (* 1297)
- 19. junij - Juliana Falconieri, italijanska servitska redovnica, usmiljenka, svetnica (* 1270)
- 9. avgust - Eleanora Anžujska, neapeljska princesa, sicilska kraljica (* 1289)
- 28. avgust - Leon IV., kralj Kilikijske Armenije (* 1309)
- december - Gediminas, litvanski veliki knez (* 1275)

Neznan datum
- Al-Mansur Abu Bakr, 10. mameluški sultan Egipta (* 1321)
- Irena Paleologina, trapezuntska cesarica (* 1315)
- Maghan, vladar Malijskega imperija
- Nikolaj I. Sanudo, vojvoda Naksosa
- Richard Folville, angleški razbojnik
- Teodorik iz Altenburga, veliki mojster vitezov križnikov
- Uzbeg kan, kan Zlate horde (* 1282)